# Всадник (бухта)
Вса́дник — бухта в северной части бухты Провидения в пределах Провиденского района Чукотского автономного округа.
Чукотское название Купрэткун — «место ловли рыбы сетями».

## История
Названа в 1881 году командой клипера «Стрелок» в честь клипера «Всадник», офицеры которого в 1876 году составили подробную карту бухты Провидения.

## Описание
Акватория бухты Всадник является местом нереста горбуши, при этом, её вылов здесь запрещён.
Посреди бухты находится остров Эрдмана. У западного входного мыса Ендогурова глубина бухты достигает 105 м.